# Casi sepolti
Casi sepolti (Resurrection Men), è un romanzo poliziesco scritto da Ian Rankin e pubblicato nel 2002. 
Tradotto in sedici lingue,  in Italia è uscito nel 2005, edito dalla casa editrice Longanesi.
È il tredicesimo romanzo della serie dedicata al commissario John Rebus.

## Trama
L'ispettore Rebus viene mandato in missione segreta in un centro di riaddestramento per poliziotti per indagare su alcuni colleghi forse coinvolti in un furto di denaro. Scopo del riaddestramento è  imparare a lavorare in gruppo. Per questo devono risolvere insieme un vecchio caso che sia Rebus che gli altri colleghi invece preferirebbero seppellire nel passato.
Intanto a Edimburgo Siobhan Clarke, collega e amica di Rebus, indaga sull'omicidio di un mercante d'arte.
Le due indagini si muovono indipendentemente fino a quando nasce un collegamento tra l'omicidio ed uno dei poliziotti in riaddestramento.

## Edizioni in italiano
- Ian Rankin, Casi sepolti: romanzo, traduzione di Anna Rusconi, Longanesi, Milano 2005
- Ian Rankin, Casi sepolti: romanzo, traduzione di Anna Rusconi, Tea, Milano 2007

## Serie televisiva
Il libro occupa, con il titolo Resurrection Men il primo episodio della quarta stagione della serie televisiva Rebus, andato in onda il 5 ottobre 2007.